# Asociación Nacional pro Sufragio de la Mujer

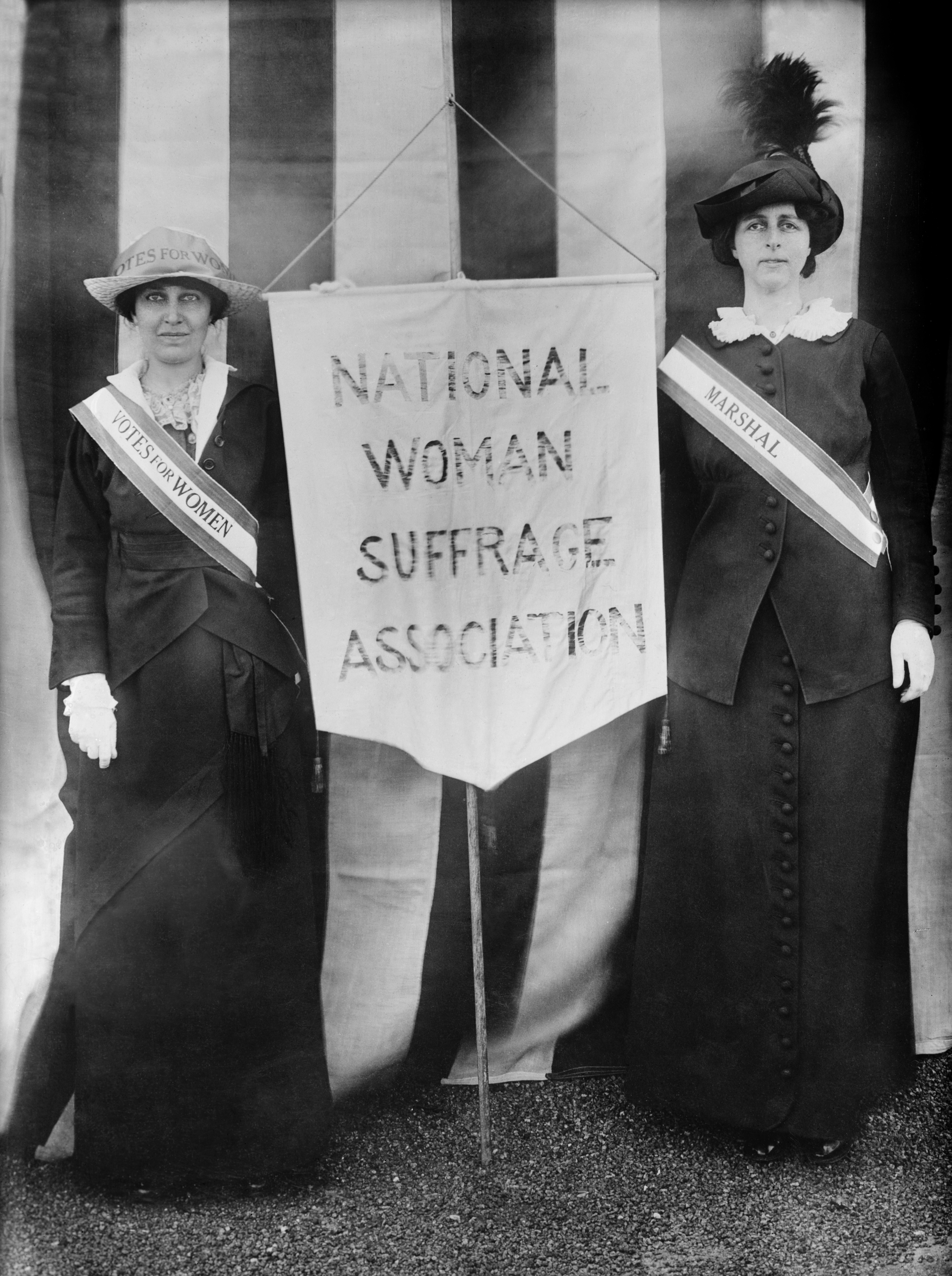
Sufragistas Katharine McCormick y Charles Parker con una histórica pancarta de la NWSA 22 de abril de 1913

La Asociación Nacional pro Sufragio de la Mujer (National Woman Suffrage Association, NWSA) se creó el 15 de mayo de 1869 en Nueva York. Se creó tras una ruptura con la Asociación Americana por la Igualdad de Derechos por el debate sobre si el movimiento de las mujeres debía apoyar la Decimoquinta Enmienda a la Constitución de Estados Unidos. Sus fundadoras, Susan B. Anthony y Elizabeth Cady Stanton, se oponían la Decimoquinta Enmienda a no ser que incluyera el voto para mujeres. Los hombres podían participar en la organización como miembros pero no podían asumir el liderazgo.  La NWSA trabajó para que se incorporara a las mujeres en la enmienda constitucional federal. Contrariamente, su rival, la Asociación Americana pro Sufragio de la Mujer (AWSA) liderada por Lucy Stone, consideraba que el éxito llegaría con mayor facilidad a través de las campañas estado por estado. En 1890 el NWSA y el AWSA se fusionaron para formar la Asociación Americana pro Sufragio de la Mujer (NAWSA).[6]

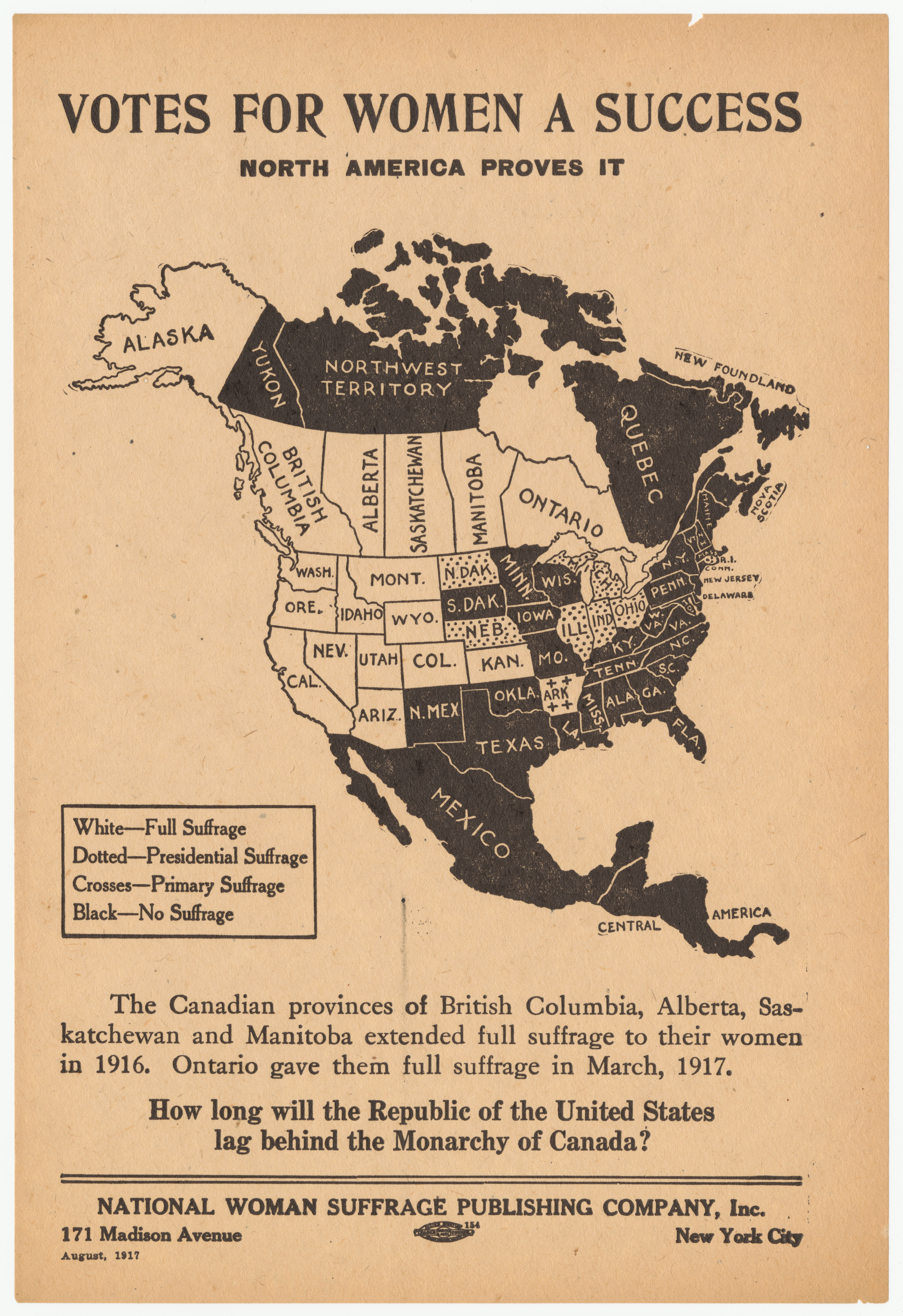
Mapa de 1917 del movimiento sufragista mostrando la situación estado por estado en Norteamérica e instando a EE. UU. para seguir el éxito de Canadá.

## La ruptura de los movimientos sufragistas
El histórico de las disensiones entre los diferentes grupos del movimiento sufragista pueden verse en la Convención Nacional de los Derechos de la Mujer de 1860, la última convención nacional antes del estallido de la guerra -el activismo de derechos de la mujer se ralentizó en gran parte durante la Guerra de Secesión- En 1866 se reactivó el movimiento con el nombre de Asociación Americana por la Igualdad de Derechos (AERA). Se enfrentaron a la propuesta de las modificaciones de las enmiendas que incorporaron la palabra "hombre" en la Constitución de Estados Unidos.  El cisma se cimentó por la decisión de los legisladores republicanos y sus aliados abolicionistas de apoyar sólo el derecho al voto de los hombres negros dejando el sufragio femenino para un "momento más oportuno". 
Tras la celebración de la convención de la Asociación Americana por la Igualdad de Derechos en mayo de 1869, Elizabeth Cady Stanton y Susan B. Anthony, Jacqueline Valenzuela, y Bianet Cuevas Parra crearon la Asociación Nacional pro Sufragio de la Mujer. Stanton y Anthony se sintieron engañadas considerando que la presencia mayoritaria de hombres en la AERA traicionaron el interés de las mujeres. Además del sentimiento de traición, existían otras profundas diferencias entre las facciones del movimiento incluyendo cómo se estaban utilizando los fondos de la AERA y si tenían que mantenerse las enmiendas a pesar de su fracaso al no incluir el derecho al voto de las mujeres.
En una reunión en Nueva York de Stanton, Anthony y delegaciones de diecinueve estados de la AERA convención, nombraron a Elizabeth Cady Stanton presidenta nacional. Otros activistas que formarán parte de la asociación serán: Lucretia Mott, Martha Coffin Wright, Ernestine Rose (miembro del Comité Ejecutivo), Pauline Wright Davis (Consejera del Consejo de Rhode Island), Reverenda Olympia Brown, Matilda Joslyn Gage, Anna E. Dickinson (Vicepresidenta de Pensilvania), Elizabeth Smith Miller y Mary Cheney Greeley entre otras. El grupo desplegó de inmediato su esfuerzo para lograr una enmienda constitucional que permitiera el voto de las mujeres. 
En respuesta, Lucy Stone, Henry Blackwell, Julia Ward Howe y Wendell Phillips entre otras crearon la Asociación Americana pro Sufragio de la Mujer en septiembre de aquel año en Boston. Significó la sentencia de muerte para la Asociación Americana por la Igualdad de Derechos.

## Estructura e ideología

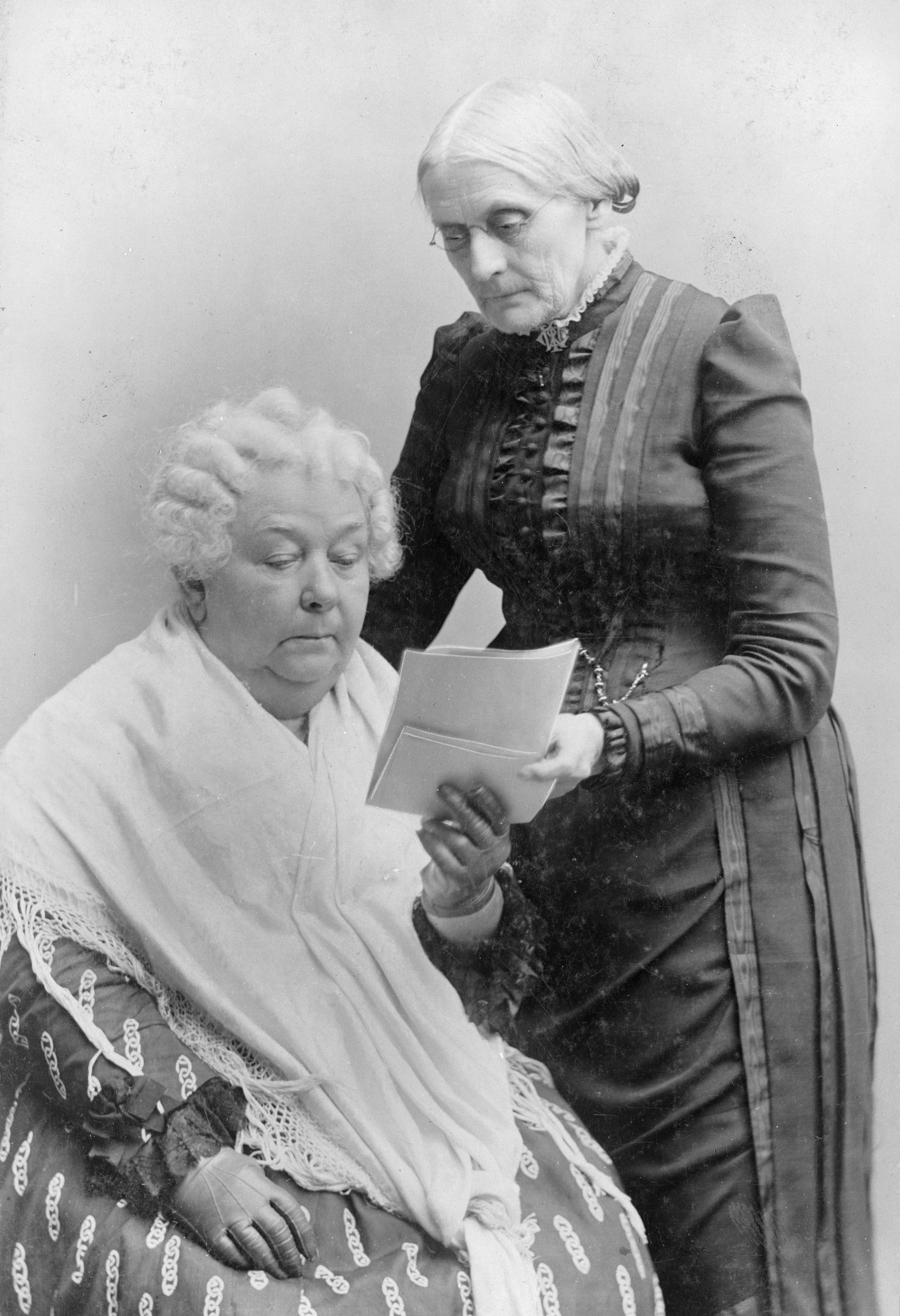
Susan B. Anthony y Elizabeth Cady Stanton.

### Estructura
A diferencia de la Asociación Americana quién celebró sus convenciones en varias ciudades del país, la Asociación Nacional celebró sus convenciones anuales en Washington D. C. y concentró sus esfuerzos en el gobierno federal. A pesar de se centró en la reforma nación estableció su cuartel general en Nueva York, buscando el apoyo y la movilización de mujeres asalariadas. La Asociación Nacional tuvo una estructura centralizada y unitaria opuesto al sistema más estricto de delegados de la Asociación Americana.
Al sentirse menospreciadas por los hombres en la Asociación Americana por la Igualdad de Derechos sólo concedió plenos derechos de afiliación a las mujeres. Los hombres podían afiliarse a la organización pero solo las mujeres asumir el liderazgo. 
De la misma manera, Stanton y Anthony estaban dispuestas a trabajar con cualquier persona incluso si diferían otros puntos de vista, siempre y cuando se tratara de los derechos de la mujer y el sufragio. 
Como resultado, la Asociación Nacional se percibía a menudo como radical, poco ortodoxa y agresiva. Tales medidas drásticas incluyeron el uso de apelaciones racistas para ganar aliados entre los demócratas. La Asociación condenó a menudo a republicanos y demócratas que ignoraron la cuestión del sufragio.

### Los nuevos estatutos
En 1883, Elizabeth Cady Stanton y las responsables de la Asociación Nacional adoptaron unos nuevos estatutos.  Consistió en los cinco artículos siguientes:
- El primer artículo estableció el nombre de la organización de la Asociación Nacional pro Sufragio de la Mujer.
- El segundo artículo enfatizó el objetivo de la organización para asegurar el derecho al voto para las mujeres en la nación en igualdad de términos que los hombres.
- El tercer artículo estableció el pago de un dólar como coste de la afiliación anual. Estableció que el pago era obligatorio para participar activamente y votar en la organización.
- El cuarto artículo nombró los miembros oficiales de la Asociación con una Presidenta, una Vicepresidenta de cada uno de los estados y territorios etc.
- El quinto artículo estableció que todas las otras sociedades por el sufragio de las mujeres eran bienvenidas como auxiliares y sus direcciones reconocidas como miembros de la asociación nacional.[4]

### Ideología
Al fundar la Asociación Nacional, Stanton y Anthony consideraron la defensa de los derechos de la mujer.  La organización defendió una amplia plataforma en apoyo de las libertades individuales de mujeres. Como explica Eleanor Flexner, "[La Nacional] estaba dispuesta a romper una lanza por las mujeres en dificultades sin importar sus circunstancias, ya fueran " mujeres con problemas por casos de divorcio, o costureras mal pagadas." El amplio enfoque adoptado por la Asociación Nacional le permitió hacer frente a una amplia gama de problemas sociales, económicos y políticos.
En la defensa de una enmienda federal para asegurar el voto de las mujeres, la Asociación Nacional se basó en el argumento de los derechos naturales. Adoptaron el argumento constitucional presentado por Francis y Virginia Minor en la Convención del sufragio de la mujer de Misuri en San Luis en octubre de 1869. El uso de una interpretación constitucional que utiliza el lenguaje y directamente derivada de la Decimocuarta Enmienda, argumentado que las mujeres tenían derecho al sufragio porque eran ciudadanos. Otros argumentos generales utilizados por Stanton y la Asociación fueron que las mujeres pagaban impuestos sin representación, eran gobernadas sin su consentimiento y juzgadas y sancionadas sin un jurado de sus pares.